# Diospyros cathayensis
Diospyros cathayensis là một loài thực vật có hoa trong họ Thị. Loài này được Steward mô tả khoa học đầu tiên năm 1954.